# Zampa (opera)
Zampa, ou La fiancée de Marbre ("Zampa, o la sposa di marmo") è un'opera comica in tre atti del 1831 del compositore francese Ferdinand Hérold, su libretto di Mélesville. 
L'ouverture dell'opera è una delle opere più famose di Hérold ed è un punto fermo del repertorio orchestrale.

## Rappresentazioni
Zampa fu eseguita per la prima volta a Parigi il 3 maggio 1831 all'Opéra-Comique (sala Ventadour), dove divenne popolare, raggiungendo le 500 rappresentazioni nel 1877. Nel Novecento, tuttavia, svanì dal repertorio. Era popolare anche in Germania e in Italia, dove il dialogo parlato fu sostituito da recitativi. 
Venne eseguita per la prima volta negli Stati Uniti il 16 febbraio 1833 al Théâtre d'Orléans di New Orleans e nel Regno Unito il 19 aprile 1833 al King's Theatre di Londra. L'opera è stata ripresa all'Opéra-Comique nel marzo 2008 con William Christie in una produzione di Macha Makeïeff e Jérôme Deschamps.

## Ruoli

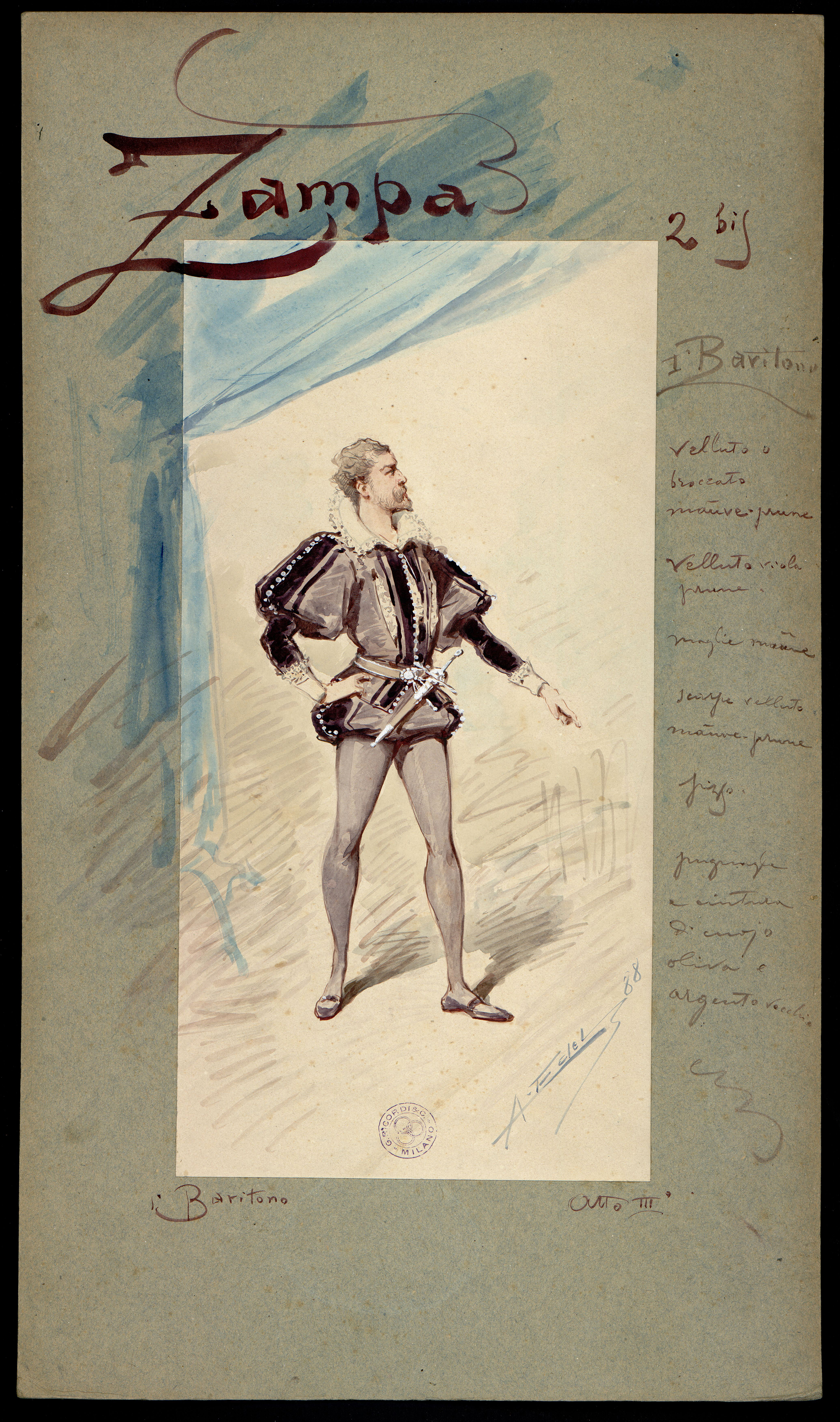
Figurino di Alfredo Edel per Zampa, atto 3 (1888).

| Ruolo                             | Tipo di voce | Premiere Cast, 3 Maggio 1831 (Direttore: Henri Valentino) |
| --------------------------------- | ------------ | --------------------------------------------------------- |
| Zampa, un pirata                  | tenore       | Jean Baptiste Marie Chollet                               |
| Alphonse de Monza                 | tenore       | Théodore-François Moreau-Sainti                           |
| Camille, la fidanzata di Alphonse | soprano      | M.me Casimir                                              |
| Daniel                            | tenore       | Louis Féréol                                              |
| Ritta                             | mezzosoprano | Marie-Julie Boulanger                                     |
| Dandolo                           | tenore       | Marcel-Jean-Antoine Juliet fils                           |

## Trama
Il giovane conte di Monza, dopo aver dissipato la fortuna di famiglia, sedusse e poi disertò Alice Manfredi prima di partire per il mare per diventare pirata. Il giovane conte adottò il nome "Zampa". Alice Manfredi, vagando alla ricerca del suo amante traditore, fu accolta e protetta da Lugano, un ricco mercante. Alice morì poco dopo di crepacuore; e Lugano fece erigere una sua statua di marmo nel suo palazzo. Questa statua è venerata dalla popolazione locale come una santa.

### Atto I
Camille, la figlia di Lugano, si prepara a sposare Alphonse, il figlio minore della famiglia Monza, che non ha mai conosciuto il fratello maggiore. Proprio in quel momento, per una sorta di coincidenza amata dai librettisti d'opera, Zampa arriva sulla scena, sotto spoglie false. Tutti pensano che sia in prigione in attesa dell'esecuzione; ma in realtà è scappato, e ha appena catturato il Lugano. Ora è arrivato a palazzo per chiedere un riscatto per la liberazione del Lugano.
Zampa venne colpito dalla bellezza di Camille tanto da chiedere sé come prezzo per la vita di Lugano a costo di stare vicino a Camille. Per salvare suo padre, Camille è così costretta a rompere il fidanzamento con Alphonse, che viene allontanato dalla scena quando anche lui viene catturato dai pirati. Zampa viene poi raggiunto dai suoi pirati. Prendono possesso del palazzo e ordinano a Dandolo, l'amministratore del castello, di preparare le stanze e portare del vino per tutti loro. Durante la festa che segue Daniel, il primo ufficiale di Zampa, nota la statua di Alice. Per scherzo, Zampa mette un anello al dito di marmo di Alice e la dichiara la sua fidanzata per la notte. Tuttavia, quando cerca di rimuovere l'anello, la mano della statua si chiude — con terrore di tutti tranne che di Zampa.

### Atto II
Il giorno dopo, mentre Zampa conduce Camille all'altare quando — sulla soglia della cappella — appare la statua di Alice che minaccia Zampa. Ancora una volta, Zampa rifiuta l'avvertimento della statua. Ora entra in scena Ritta, la compagna di Camille; è perplessa su due cose: primo, che Camille, anche se apparentemente controvoglia, stai per sposare uno sconosciuto; e secondo, che non ci siano né il padre della sposa, Lugano, né Alphonse. Poi Ritta vede Daniel, il marito presumibilmente morto; questo la mette in imbarazzo, perché il Dandolo l'aveva già corteggiata.
La sottotrama comica di questo trio continua a farsi strada nel resto della storia. Alphonse riappare, dopo esser fuggito dai pirati, e riconosce Zampa come il capo dei pirati. Mentre è in preda a denunciare Zampa alla compagnia riunita, arriva la grazia dal viceré: Zampa deve ottenere la sua libertà a condizione che lui e i suoi uomini vadano a combattere i turchi. Nonostante tutto, la cerimonia va avanti: Zampa e Camille si sposano.

### Atto III
Disperato, Alphonse viene di notte per salutare la desolata Camille. Alphonse decide di uccidere Zampa, ma improvvisamente si rende conto che Zampa è in realtà il suo fratello maggiore perduto da tempo e che di conseguenza non è più in grado di ucciderlo e lascia la stanza di Camille.
Zampa e Camille restano così finalmente soli insieme. Tuttavia, nel colpo di scena finale fatale della storia, proprio mentre Zampa va a prendere Camille tra le sue braccia, la statua di Alice Manfredi appare di nuovo tra la coppia e trascina Zampa all'inferno. (Questo aspetto della trama è chiaramente un riferimento alla trama del Don Giovanni di Mozart, e ha anche una sorprendente somiglianza con La Venere d'Ille di Mérimée, scritta circa quattro anni dopo la prima esecuzione dell'opera di Hérold).